# District d'Ayauta
Le district d'Ayauta (綾歌郡, Ayauta-gun) est un district de la préfecture de Kagawa au Japon.

## Géographie

### Démographie
Selon une estimation du 1er décembre 2011, la population du district d'Ayauta était de 40 951 habitants répartis sur une superficie de 117,74 km2 (densité de population de 347 hab./km2).

### Municipalités du district
- Ayagawa
- Utazu